# Bloc gravé et polissoirs dans la rivière de la Ramée
Le bloc gravé et les polissoirs dans la rivière de la Ramée sont un ensemble de pétroglyphes datant de la période arawak, entre le Ier et le VIIe siècle, situés aux embouchures de rivière de la Ramée et de la rivière Madame à Sainte-Rose en Guadeloupe.

## Descriptif
Le site se situe à l'embouchure de la rivière de la Ramée ainsi qu'à celle de la rivière Madame. Les vestiges de la rivière Madame se trouve au lieu-dit Dindé.
Il s'agit de vestiges de la phase huécoïde dont les plus anciens se trouvent à Nogent, issus d'une deuxième migration d'agriculteurs potiers provenant d'Amérique du Sud vers 500 avant J-C. Un autre grand village amérindien a été fouillé au lieu-dit La Ramée, près de Dindé, en 2007 et est contemporain de celui de Dindé. Y ont été découverts des poteries datant de la fin du Saladoïde et du début du Troumassoïde, vers 1000 après J-C.

## Classement
L'ensemble du site fait l'objet d'une inscription au titre des monuments historiques par arrêté du 1er octobre 2014.